# Gebäude Schloßstraße 17
Das Gebäude Schloßstraße 17 mit dem Café Prag in Schwerin, Stadtteil Altstadt, Schloßstraße 17, Ecke Puschkinstraße 64, schräg gegenüber der Staatskanzlei, ist ein Baudenkmal in Schwerin.

## Geschichte
Das viergeschossige historisierende Wohn- und Geschäftshaus von 1909 mit dem hohen und prägenden Stufengiebel zur Puschkinstraße und dem zweigeschossigen Erker an der Ecke wurde für Betty Krefft nach Plänen von Baumeister Ludwig Clewe durch das Baugeschäft Clewe erstellt. Kreft war Hoflieferant.  Die rundbogigen Fenster und der Eingang bestimmen zudem die Gestaltung. Neben der Gastronomie im Erdgeschoss befanden sich sieben Wohnungen im Haus. 1990 und 1994 wurde das Gebäude saniert.
Das Bauwerk ist seit 2024 als Teil des Residenzensembles Schwerin UNESCO-Welterbe.

## Das Café

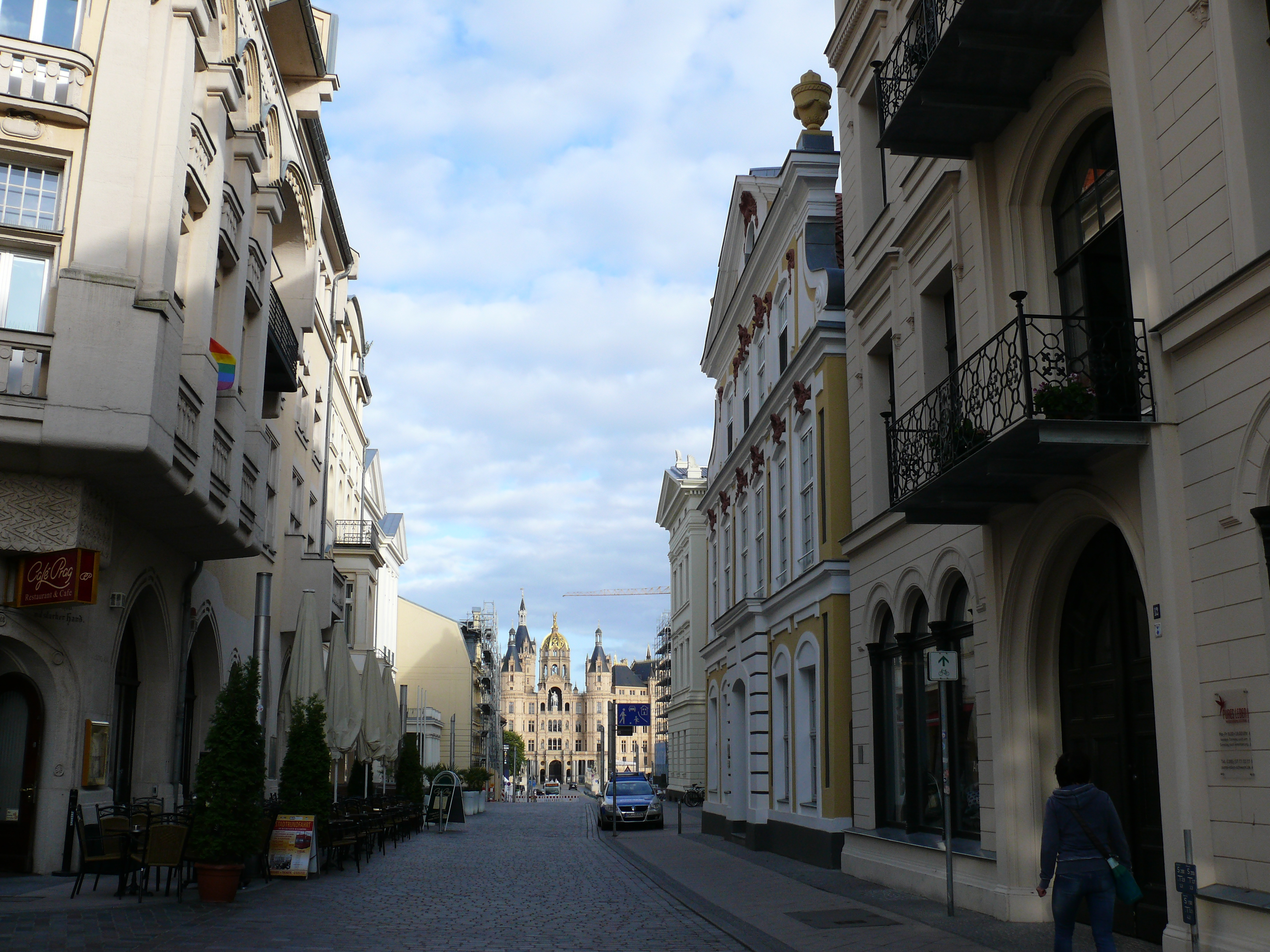
Schloßstraße: Links Café Prag, hinten das Schloss, rechts u. a. die Staatskanzlei

1755 wurde Johann Gottlob Hering zum Hofkonditor ernannt. Seine Konditorei und Café in einem barocken Fachwerkhaus wechselte mehrfach die Besitzer bis Carl Friedrich Leopold Krefft 1791 die Schweriner Konditorei Krefft das Haus übernahm. Fünf Generationen der Familie führten die Firma C. Krefft, zeitweise auch als Hofkonditoren. Betty Krefft, welche das Haus von 1899 bis 1919 führte, beauftragte den Neubau von 1909. 1936 verkaufte Carl Krefft das Gebäude an das Land. Das Café wurde vom bisherigen Konditormeister Reuter weitergeführt.
1948 hieß es Café Intourist, 1952 HO-Betriebsstätte Einheit, ab 1958 Café Einheit und seit 1959 Restaurant Café Prag. An der Stirnseite verdeutlichte dies die gemalte Karlsbrücke und der Hradschin in Prag. Nur hier gab es in Schwerin tschechisches Bier. Die Bilder der Familie Krefft sind im Café zu sehen.
Nach der Wende übernahm eine GmbH das Restaurant Café Prag und Wolfgang Hildebrandt führte das Café bis 2007; aktuell (seit 2008) Margrit Hildebrandt und Thomas Hildebrandt.